# متر مكعب

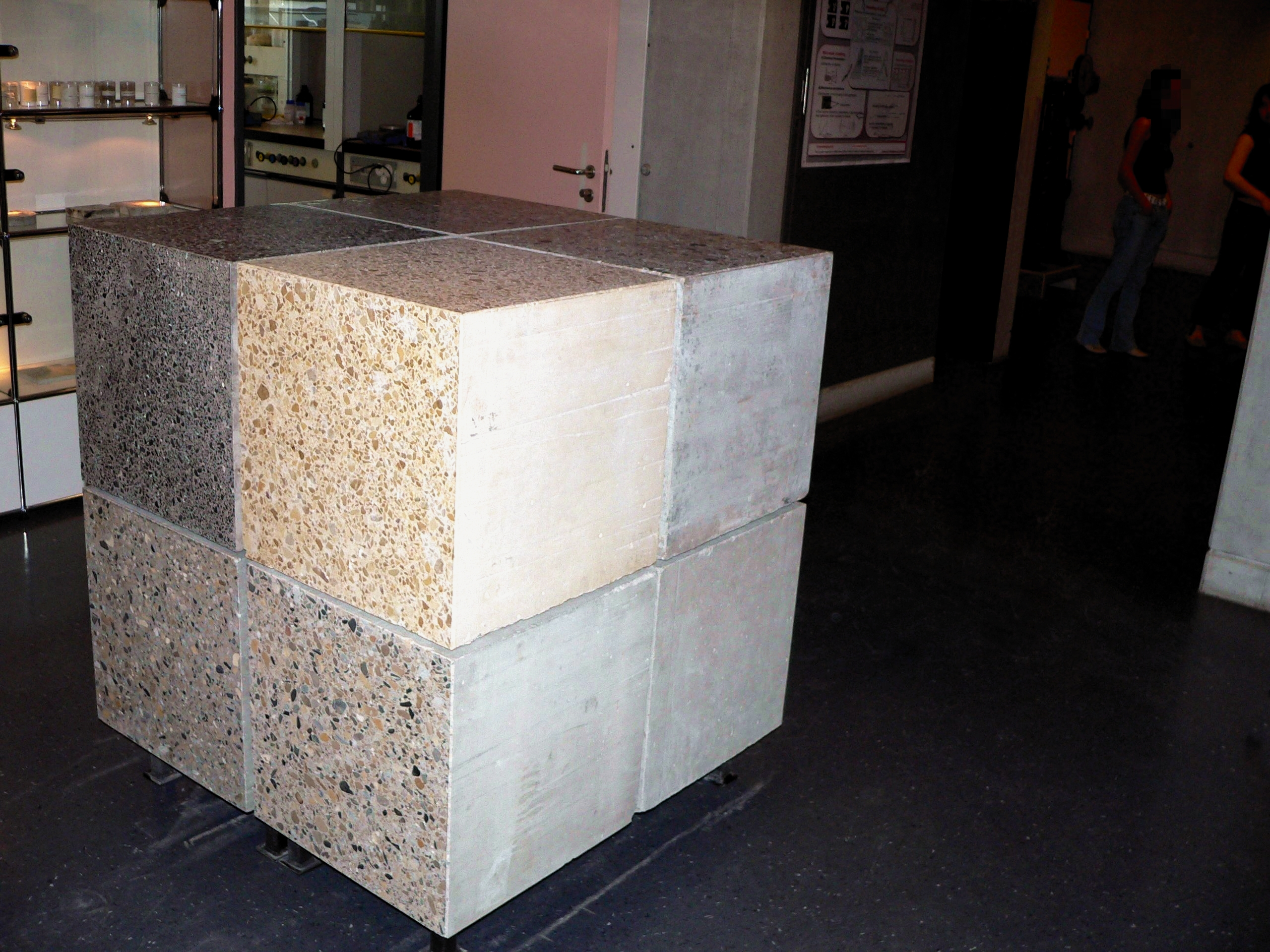
متر مكعب واحد من الإسمنت

المتر المكعب هو الوحدة الدولية لقياس الحجم. رمزه العالمي هو م3. وهو يمثل حجم مكعب بأضلاع طول الواحد منها متر. اسم آخر للمتر المكعب هو الستير (بالإنجليزية: stère)‏، الذي ما زال يستعمل إلى يومنا هذا في قياس مكاييل جافة مثل الخشب. اسم آخر للمتر المكعب لم يعد يستعمل حاليا، الكيلولتر.

## تحويلات
| 1 متر مكعب | = 1000 لتر (مضبوطة)[4][5] |
| 1 متر مكعب | ≈ 35.3 قدم مكعب           |
| 1 متر مكعب | ≈ 1.31 ياردة مكعبة        |
| 1 متر مكعب | ≈ 6.29 برميل نفط          |
| 1 متر مكعب | ≈ 220 غالون إمبريالي      |
| 1 متر مكعب | ≈ 264 غالون أمريكي        |
متر مكعب واحد من الماء الخالص على درجة حرارة الكثافة القصوى (3.98 °م أو 39.16 °ف) و الضغط الجوي العادي (101.325 كيلوباسكال) له كتلة قدرها 1000 كغ، أو 1 طن. في 0 °م (32 °ف)، نقطة تجمد الماء، متر مكعب من المياه له كتلة أقل بقليل، 999.972 كيلوغرام.

## مضاعفات وأجزاء المتر المكعب

### مضاعفات
الديكامتر المكعب
حجم مكعب طول ضلعه الجانبي ديكامتر (10 أمتار)
يساوي 1 ميغالتر
1 دم3 = 1000 م3 = 1 ميغالتر
الهكتومتر المكعب
حجم مكعب طول ضلعه الجانبي هيكتومتر واحد (100 متر)
يساوي 1 جيغالتر
في الهندسة المدنية يختصر MCM لمليون متر مكعب
1 هم3 = 1000000 م3 = 1 جيغالتر
الكيلومتر المكعب
حجم مكعب طول ضلعه الجانبي 1 كيلومتر (1000 م)
يساوي 1 تيرالتر
1 كم3 = 1000000000 م3 = 1 تيرالتر

### أجزاء
يعرف الديسيمتر المكعب أيضا بـ DCM بحسب اختصارات رابر (بالإنجليزية: Rubber)‏
حجم مكعب طول ضلعه الجانبي ديسيمتر واحد (0.1 متر)
يساوي 1 لتر
1 دسم3 = 0.001م3 = 1 لتر
السنتيمتر المكعب
حجم مكعب طول ضلعه الجانبي سنتيمتر واحد (0.01 متر)
يساوي ميليلترا واحدا
1 سم3 = 0.000001 م3 = 10−6م3 = 1 ميليلتر
الميليمتر المكعب
حجم مكعب طول ضلعه الجانبي ميليمتر واحد (0.001 متر)
يساوي 1 ميكرولتر
1; مم3 = 0.000000001 م3 = 10−9م3 = 1 ميكروليتر